# Ribes heterotrichum
Ribes heterotrichum là một loài thực vật có hoa trong họ Grossulariaceae. Loài này được C.A. Mey. miêu tả khoa học đầu tiên năm 1829.